# Joe Payne
Pour les articles homonymes, voir Payne et Joseph Payne.
Joseph Payne, couramment appelé Joe Payne, est un footballeur anglais, né le 17 janvier 1914 à Brimington Common, Chesterfield (Angleterre) et décédé le 22 avril 1975. Évoluant au poste de milieu latéral puis d'avant-centre, il est principalement connu pour ses saisons à Luton Town, Chelsea et West Ham United ainsi que pour avoir été sélectionné en équipe d'Angleterre.
Il est célèbre pour détenir le record du plus grand nombre de buts inscrits en un match de Football League, avec 10 réalisations, record établi le 13 avril 1936, lors d'une rencontre entre son club Luton Town et Bristol Rovers, match remporté 12-0 par son équipe.

## Biographie

### Carrière de joueur
Natif de Brimington Common, Chesterfield, il joue d'abord à Bolsover Colliery, avant de faire décoller sa carrière en signant pour Luton Town. Il connaît une période de prêt à Biggleswade Town (en) avant de revenir chez les Hatters. Durant tout le début de sa carrière, il joue comme milieu latéral.
À cause de la blessure de deux attaquants du club, il est repositionné avant-centre et c'est dans cette position qu'il connaîtra ses plus hauts faits de gloire. Il établit le record de dix buts marqués lors de la même rencontre, le 13 avril 1936 contre Bristol Rovers.
Lors de la saison 1936-1937, il inscrit un total extraordinaire de 55 buts pour son club (à 5 buts du record absolu de Dixie Dean avec 60 buts marqués lors de la saison 1927-1928), ce qui lui vaut d'être sélectionné en équipe d'Angleterre en 1937.
Il est alors recruté, en 1938 par Chelsea pour un montant élevé pour l'époque mais le déclenchement de la Seconde Guerre mondiale interrompt les compétitions de football et sa carrière.
Après la guerre, il connaît une dernière saison à West Ham United avant de prendre sa retraite.
Une plaque, apposée sur le pub Miner's Arms, à proximité de la maison où il a vécu à Brimington Common, est dévoilée le 13 avril 2006, pour le 70e anniversaire de son exploit, par Geoff Thompson, le président de la Football Association, en présence des deux neveux de Joe Payne.
Une loge du Kenilworth Road, le stade de Luton Town, est nommée en son honneur.

### Carrière internationale
Il connaît une seule sélection en équipe d'Angleterre, le 20 mai 1937, inscrivant deux buts lors d'une victoire 8-0 contre la Finlande au Töölön Pallokenttä (en) d'Helsinki.